# (22824) von Neumann
(22824) von Neumann  es un asteroide perteneciente al cinturón de asteroides, descubierto el 12 de septiembre de 1999 por Petr Pravec y Peter Kušnirák desde el Observatorio de Ondřejov, en República Checa.

## Designación y nombre
von Neumann se designó inicialmente como 1999 RP38.
Más adelante fue nombrado en honor al matemático húngaro John von Neumann (1903-1957).

## Características orbitales
von Neumann orbita a una distancia media del Sol de 2,3334 ua, pudiendo acercarse hasta 1,9581 ua y alejarse hasta 2,7087 ua. Tiene una excentricidad de 0,1608 y una inclinación orbital de 4,6752° grados. Emplea en completar una órbita alrededor del Sol 1301 días.

## Características físicas
Su magnitud absoluta es 15,5.